# Fornelos (Fafe)
Fornelos ist eine Gemeinde im Norden Portugals.
Fornelos gehört zum Kreis Fafe im Distrikt Braga, besitzt eine Fläche von 2,45 km² und hat 1352 Einwohner (Stand 19. April 2021).